# Weißeritzwiesen Schellerhau
Koordinaten: 50° 46′ 17″ N, 13° 41′ 58″ O
Das Naturschutzgebiet Weißeritzwiesen Schellerhau liegt im Landkreis Sächsische Schweiz-Osterzgebirge in Sachsen. Das Gebiet erstreckt sich östlich von Schellerhau, einem Ortsteil der Stadt Altenberg. Südlich und westlich des Gebietes verläuft die Kreisstraße K 9045, westlich die S 183 und östlich die B 170.

## Bedeutung
Das rund 23,0 ha große Gebiet mit der NSG-Nr. D 86 wurde im Jahr 1994 unter Naturschutz gestellt.